# Dompropstei Kucklow
Die Dompropstei Kucklow bestand vom 17. Jahrhundert bis 1811 als ein Kreis in Pommern. Sie war aus dem mittelalterlichen Amt des Dompropstes des Domkapitels Cammin hervorgegangen.

## Geschichte
Das Domkapitel am Camminer Dom wurde gegründet, nachdem Bischof  Konrad I. von Salzwedel im Jahre 1175 den Sitz des pommerschen Bistums von Wollin nach Cammin verlegt hatte. An der Spitze des Domkapitels stand der Dompropst. Die Propstei von Cammin kommt erstmals in einer Urkunde aus 1186/1187 vor, mit der Herzog Bogislaw I. von Pommern der Propstei die Nikolaikirche und die Burg in Lebbin übertrug. Erster Dompropst war Siegfried, der 1186 Bischof von Cammin wurde.
Nach Durchführung der Reformation im Herzogtum Pommern blieb das Domkapitel Cammin – nun evangelisch geworden – als Einrichtung erhalten, ebenso die Dompropstei. Die Stellen der Mitglieder des Domkapitels wurden nun vom Landesherrn an Personen verliehen, denen er die damit verbundenen Einkünfte zukommen lassen wollte. Besonders deutlich wird dies in einem ironischen Schreiben König Friedrich des Großen an seinen General Friedrich Ehrenreich von Ramin, in dem er ihm 1773 die freigewordene Dompropstei antrug, „weilen Mir der General Ramin sehr wie ein Domprobst vorkommt“ und er „einen sehr tüchtigen Domprobst bei der berlinischen Garnison abgeben wird“.
Die Dompropstei war vom Domkapitel in ihrem Vermögen und ihrer Verwaltung getrennt. Die Dompropstei hatte umfangreichen Grundbesitz, zu dem mehrere Dörfer ganz oder teilweise sowie Vorwerke und Forstreviere gehörten. Nach dem zur Dompropstei gehörenden Dorf Kucklow wurde sie als Dompropstei Kucklow, in abweichender Schreibweise auch Dompropstei Kuckelow, bezeichnet.
Mit der Bildung von Kreisen in Pommern im 17. Jahrhundert bildete die Dompropstei Kucklow einen eigenen, freilich sehr kleinen Kreis. Sie war einer von drei sogenannten Prälatenkreisen in Pommern, die übrigen waren das Domstift Cammin und das Domstift Colberg. Diese Kreise dienten vor allem der Einziehung von Steuern, den sogenannten Kontributionen. Eigene Landräte und eigene Kreisstände hatten die Prälatenkreise nicht. Die Prälaten bildeten den ersten Stand der Hinterpommerschen Landstände und stellten das Direktorium der Landstände.
Auf Grundlage eines königlichen Edikts vom 30. Oktober 1810 wurden in Preußen sämtliche noch bestehenden evangelischen Klöster und Domstifte zugunsten des Staatsvermögens eingezogen. Die Einziehung des Vermögens der Dompropstei Kucklow erfolgte im Jahre 1811, die endgültige Vereinigung des Vermögens der Dompropstei mit dem Staatsvermögen zog sich noch bis 1818 hin. Zu dieser Zeit war die Stelle des Dompropstes nicht besetzt. Denn der vorletzte Inhaber, Generalfeldmarschall Wichard von Möllendorff, hatte sie 1796 dem Minister Graf Karl Georg von Hoym übertragen und forderte sie, als dieser 1807 starb, für sich zurück. Der preußische Fiskus war hingegen der Ansicht, die Dompropstei sei erledigt und könnte neu vergeben werden. Hierüber wurde ein Rechtsstreit geführt, der bis 1811 nicht abgeschlossen war.
Ende 1811 wurden die Gebiete der Prälatenkreise anderen Kreisen zugeordnet, so das Gebiet der Dompropstei Kucklow dem Flemmingschen Kreis. Damit waren, noch vor der zu Ende 1817 in Pommern durchgeführten Kreisreform, bereits drei kleine Kreise weggefallen.

## Dompropstei-Kreis
Den Kreis der Dompropstei Kucklow bildeten nur drei der Orte, die zum Vermögen der Dompropstei gehörten, nämlich nur:
1. Büssenthin
2. Stäwen
3. Woistenthin

## Liste der Dompröpste
Inhaber der Dompropstei waren (die Liste ist unvollständig):
- 1534–1586: Graf Ludwig von Eberstein, Herr von Naugard und Massow
- 1628–1640: Wilhelm Kettler, Herzog von Kurland
- 1648–1658: Johann von Rautenberg, ehemaliger Leibarzt von König Gustav Adolf von Schweden[5]
- 1658–1661: vakant[5]
- 1661–1684: Ernst Bogislaw von Croÿ, ehemaliger evangelischer Bischof von Cammin, brandenburgischer Statthalter in Hinterpommern
- 1689–1702: Lorenz Georg von Krockow, brandenburgisch-preußischer Staatsmann, Kanzler von Hinterpommern und Cammin
- 1773–1782: Friedrich Ehrenreich von Ramin, preußischer General
- 1782–1796: Wichard von Möllendorff, preußischer Generalfeldmarschall
- 1796–1807: Graf Karl Georg von Hoym, preußischer Minister
- 1807–1811: vakant